# 楊時薦
楊時薦（1598年—1666年），字仲升，号贤甫，直隶钜鹿（今河北省巨鹿县）人，清朝政治人物、進士出身。

## 生平
順治三年，登進士，授山東聊城縣知縣。順治十五年，升任兵部主事、兵部郎中。順治十八年，擔任山東鄉試副主考，后處理鹽務。升任鴻臚寺卿、宗人府丞，官至左副都御史。后升任兵部右侍郎。康熙五年去世。